# Évasion (chaîne de télévision)
Pour les articles homonymes, voir Évasion (homonymie).
Évasion est une chaîne de télévision québécoise spécialisée de catégorie A en langue française diffusant des émissions sur les voyages, le tourisme, l'aventure et les plaisirs de la table. Elle appartenait à Serdy inc. (91,7 %) et au Groupe TVA (8,3 %) jusqu'au 14 janvier 2019, date à laquelle Groupe TVA est devenu l'unique propriétaire.

## Histoire
Lors de son obtention d'une licence de diffusion en mai 1999, la chaîne était détenue de cette façon : BCE (50,1 %), Serdy Direct (19,9 %), Groupe TVA (10 %), Media Overseas (10 %) et Pathé/Canal Voyage France (10 %). Évasion a été lancé le 31 janvier 2000. En janvier 2003, Bell a vendu ses parts à Serdy Direct alors que le Groupe TVA a vu ses parts réduites à 8.3 %. Le 14 janvier 2019, le CRTC approuve l'acquisition de la chaîne par Québecor Média au nom de sa filiale Groupe TVA.
Depuis le 12 juin 2009, Évasion est disponible en format haute définition.

### Identité visuelle (logotype)

Logo d'Évasion de 2000 à 2002.
Logo d'Évasion de 2002 à 2008.
Logo d'Évasion de 2008 à 2020. En 2014, les couleurs du logo ont été modifiées, entièrement en bleu sarcelle à l'intérieur de ce logo.

## Programmation
- 2 filles et 1 VR (Québec)
- Au bout du monde avec Art Wolfe (version française de Art Wolfe's Travels to the Edge) (États-Unis)
- Aventuras Panama (Québec)
- À faire au Japon : la liste de Virginie (Québec)
- À faire dans une vie (version française de Things To Try Before You Die) (Australie)
- À la recherche des reliques saintes (Québec)
- Échappées belles (France)
- Bouffe en cavale (Québec)
- Cap sur la Sardaigne (Québec)
- Chez les Antillais (Québec)
- Coups de cœur pour le Québec (Québec)
- La Course Évasion autour du monde (Québec)
- De gare en gare (Québec)
- Discovery Atlas (Worldwide)
- Embarquement immédiat (version française de Departures) (Canada)
- Enfants à bord (version française de Travel with kids) (États-Unis)
- Fourchette et sac à dos (France)
- Glam city : exploration nocturne (Québec)
- Guide restos Voir (Québec)
- Hell's Kitchen 2 (États-Unis)
- Hissez les voiles ! (Royaume-Uni)
- Huakai Hawaï (Québec)
- Koh-Lanta : Caramoan (France)
- Koh-Lanta : Palau (France)
- L'Amérique à vélo (Québec)
- La carte aux trésors (France)
- Le Grand Prix Cycliste (Québec)
- Le globe-cooker (France)
- Le monde de Gilles Proulx (Québec)
- Le temps d'un week-end (Québec)
- Le top 10 (Worldwide)
- Le tour du monde en 80 trésors (version française de Around the World in 80 Treasures) (Royaume-Uni)
- Le voyageur futé (version française de Smart Travels with Rudy Maxa) (États-Unis)
- Les marchés de Philippe (Québec)
- Les nouveaux explorateurs (France)
- Les nouveaux paradis (France)
- Marie par + 30 (Québec)
- Marie par - 30 (Québec)
- Mordu de la Pêche avec Cyril Chauquet (Québec)
- North Shore : Hôtel du Pacifique (version française de North Shore) (États-Unis)
- Paris bouche à bouche (Québec)
- Pékin express 5 : la route du bout du monde (France)
- Pour tous les jardins du monde (version française de Around the World in 80 Gardens) (Royaume-Uni)
- Rallye autour du monde 6 (version française de The Amazing Race) (États-Unis)
- Roses des sables (Québec)
- Safari photo avec Austin Stevens (version française de Austin Stevens Adventures) (Royaume-Uni)
- Shanti, au cœur de l'Inde (Québec)
- Soleil tout inclus (Québec)
- Survivor : Gabon, le dernier éden (États-Unis)
- Tour de France (Commentaires: Québec)
- Tous les habits du monde (France)
- Transsibérien, mon amour (Québec)
- Ushuaïa nature (France)
- Villas de rêve (Québec)
- Virée en VR (Québec)